# Luis Felipe Vivanco
Luis Felipe Vivanco (San Lorenzo de El Escorial, 22 de agosto de 1907-Madrid, 21 de noviembre de 1975) fue un arquitecto y poeta español.

## Biografía
Hijo de un juez, los diferentes destinos de su padre le llevan durante su infancia a diversas ciudades de España. 
En 1915 la familia se establece en Madrid, ciudad en la que Vivanco pasará la mayor parte de su vida. Estudió Primaria y Bachillerato en el Colegio del Pilar y más adelante en la escuela de Arquitectura de Madrid. En estos años universitarios compuso una serie de poemas vanguardistas que publicó en 1958 en Memoria de la plata. De esa época también data su amistad con Rafael Alberti y Xavier Zubiri. Tras terminar Arquitectura en 1932 siguió también cursos de Filosofía y Letras. En esta Facultad, de la que también fueron alumnos Germán Bleiberg y Juan Panero, conoció a Luis Rosales.
Pasó una larga temporada reponiéndose de tifus en la sierra de Guadarrama. Publicó sus primeros trabajos en la revista Cruz y Raya de su tío José Bergamín, a la vez que trabajaba como arquitecto con otro de sus tíos, Rafael Bergamín (realizando parte de las casas de la Colonia de El Viso). Conoció también a Pablo Neruda.  
Al estallar la guerra civil, diversas circunstancias familiares hacen que, a pesar de su declarado republicanismo, se decante a favor de Franco y realice poesía propagandista. Fue colaborador del diario Arriba España, así como de la revista Jerarquía. También colaboraría con el director general de Propaganda, Dionisio Ridruejo, así como otros como Pedro Laín Entralgo. Tras el final de la contienda pasó a colaborar con la revista Escorial junto a poetas falangistas como Luis Rosales —con el que mantenía una estrecha amistad—, Leopoldo Panero —a quien visitaba regularmente en su casa de Castrillo de las Piedras— y Dionisio Ridruejo, todos ellos considerados parte de la «Generación del 36». En la revista Escorial cultivó una poesía intimista, realista, de carácter mediativo y trascendente.
En octubre de 1941, fue invitado por el ministerio de Propaganda del Reich a realizar una gira por la Alemania nazi junto con el ideólogo fascista Ernesto Giménez Caballero. Ambos serían los representantes españoles de la denominada Asociación de Escritores Europeos, de carácter pronazi e ideada por Joseph Goebbels como respuesta internacionalista al PEN Club, este último de tendencia aliadófila durante la Segunda Guerra Mundial.
En su obra, la naturaleza adquiere un valor trascendente que conduce a la experiencia religiosa. Además de la poesía religiosa, otros de sus temas habituales son la familia y la vida cotidiana. Tenía un carácter taciturno y más bien triste.

## Obra
Algunas de sus obras son:
- Cantos de primavera (1936)
- Tiempo de dolor (1940)
- Continuación de la vida (1949)
- “ Los ojos de Toledo” (1953)
- Introducción a la poesía española contemporánea (1957)
- El descampado (1957)
- Memoria de la plata (1958)
- Lecciones para el hijo (1966)
- Moratín y la ilustración mágica (1972)
- Prosas propicias (1976)